# Liste der spanischen Botschafter im Vereinigten Königreich
Dies ist eine Liste der spanischen Botschafter in England und dem Vereinigten Königreich.

## Geschichte
Der Posten des Ambassador to the Court of St James’s wurde 1489 als zweiter ständiger Vertreter Spaniens, nach der Vertretung beim Heiligen Stuhl eingerichtet. 1487 waren Rodrigo González de la Puebla, Juan de Sepúlveda und Diego de Guevara als Sondergesandte in London, um den Ehevertrag von Katharina von Aragón und Arthur Tudor auszuhandeln.

## Missionschefs

### Gesandte in England

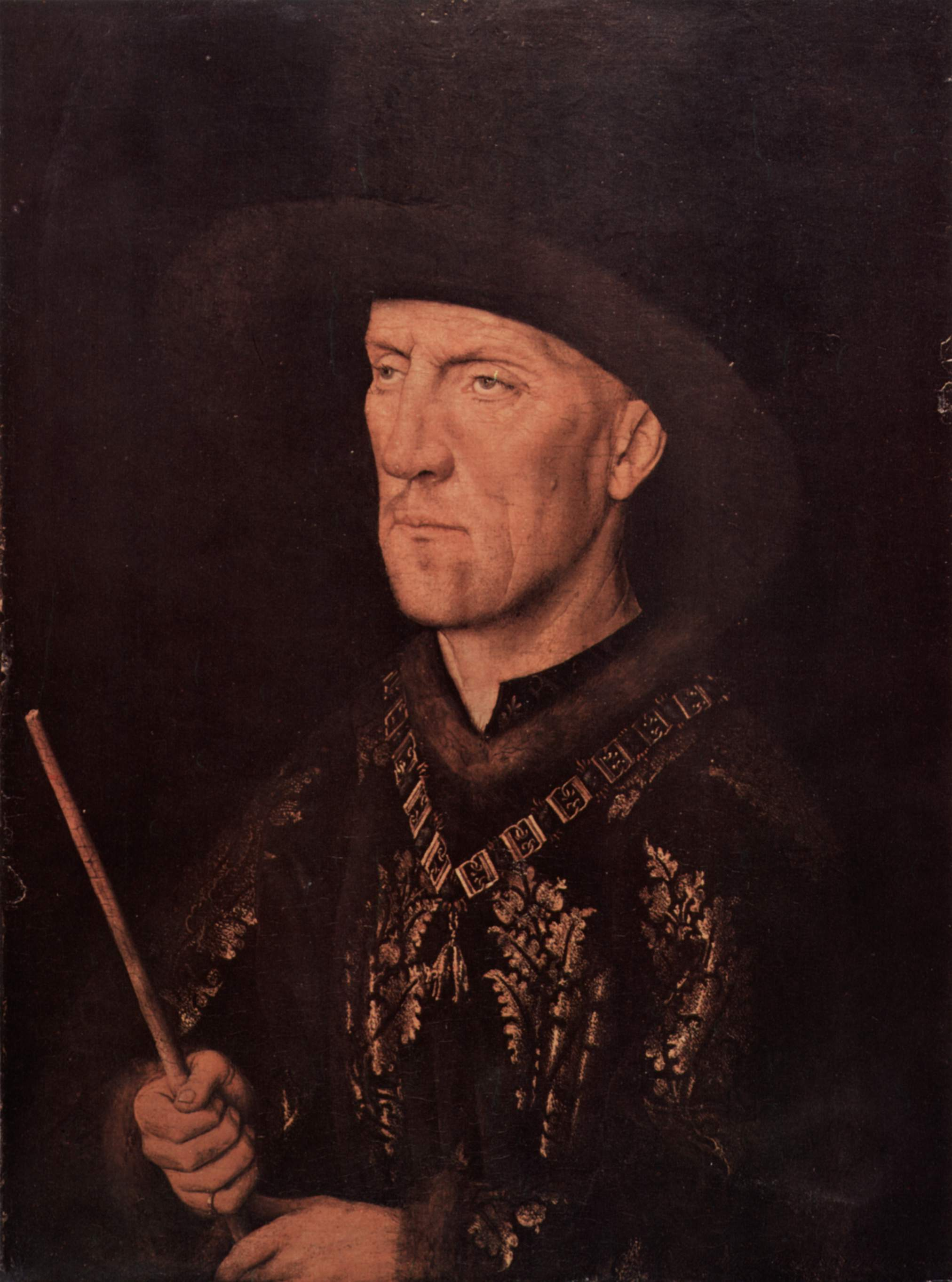
Baudouin de Lannoy Botschafter in London, 1440er

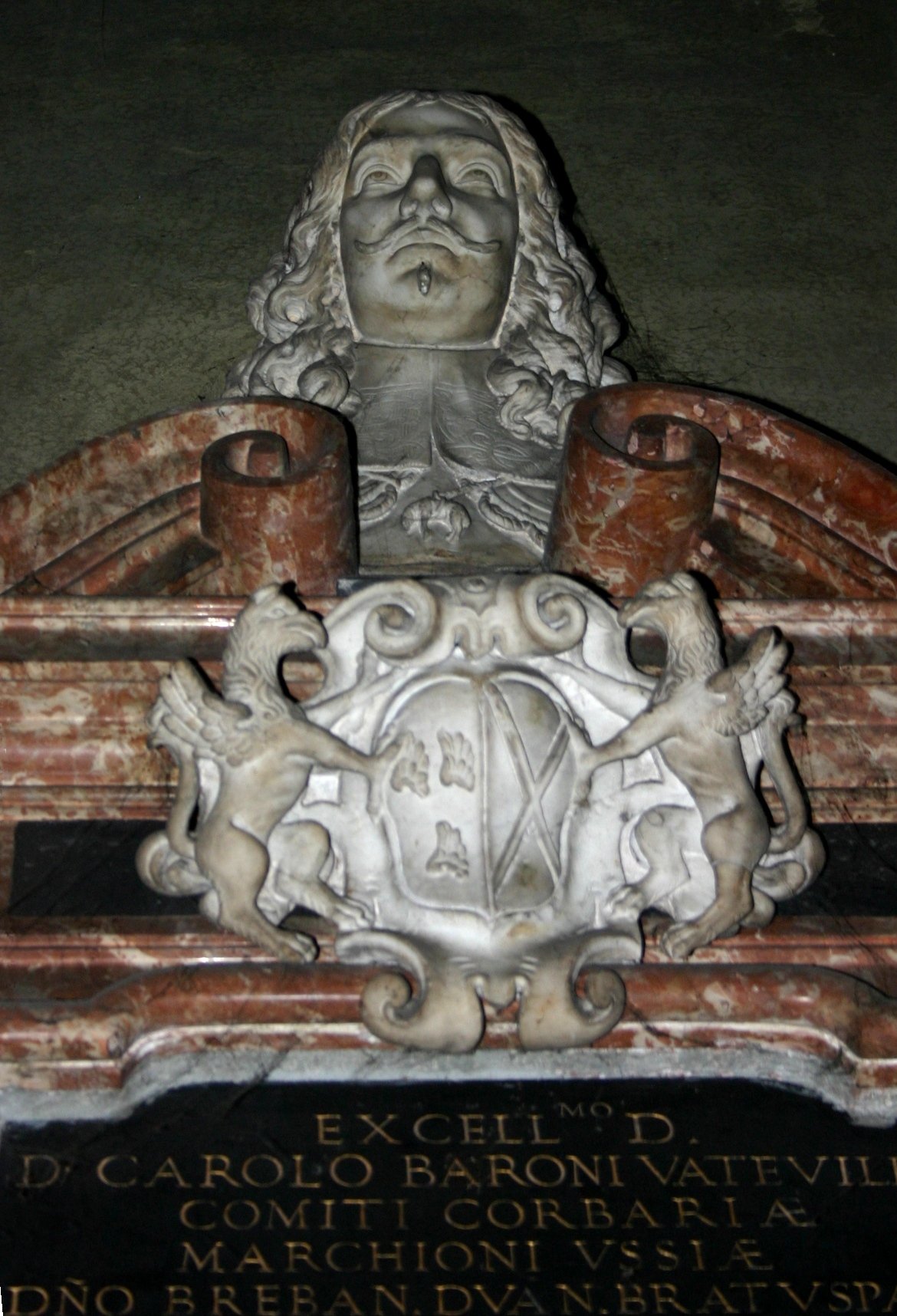
Charles de Watteville, spanischer Botschafter in London 1660–1662

| Jofre Ibáñez II. de Sasiola                                                   | | 1483          | 1483          |
| Jofre Ibáñez II. de Sasiola                                                   | | 1491          | 1492          |
| Rodrigo González de la Puebla                                                 | embajador residente | 1485          | 1489          |
| Gutierrez Gomez de Fuensalida, Fadrique Álvarez de Toledo, 2. Herzog von Alba | | 1495          | 1495          |
| Gutierrez Gomez de Fuensalida                                                 | | 1500          | 1500          |
| Sancho de Londoño und Fray Tomas de Matienzo                                  | | 1498          | 1498          |
| Juan Manuel de Villena de la Vega                                             | | 1499          | 1499          |
| Pedro de Ayala                                                                | | 1497          | 1500          |
| Pedro de Ayala                                                                | | 1501          | 1502          |
| Hernán Duque de Estrada                                                       | | 1499          | 1499          |
| Hernán Duque de Estrada                                                       | | 1502          | 1504          |
| Katharina von Aragón                                                          | | 1507          | 1510          |
| Rodrigo González de la Puebla                                                 | | 1494          | 1508          |
| Gutierrez Gomez de Fuensalida                                                 | | 1508          | 1509          |
| Luis de Carroz Villarragut                                                    | | 1509          | 1514          |
| Bernardo de Mesa                                                              | | 1514          | 1522          |
| Georg van Themseke                                                            | | 1516          | 1516          |
| Georg van Themseke                                                            | | 1526          | 1527          |
| El Señor de Lindt                                                             | | 1519          | 1520          |
| Johann III. von Glymes                                                        | | 1520          | 1520          |
| Laurent de Gorrevod                                                           | | 1520          | 1520          |
| Gérard de Plaines                                                             | | 1520          | 1520          |
| Ludwig von Praet                                                              | | 1522          | 1525          |
| Jean le Sauvage                                                               | | 1520          | 1525          |
| Adolf von Burgund                                                             | | 1525          | 1525          |
| Ferry Laureyns                                                                | | 1525          | 1525          |
| Rodrigo de Peñalosa Toledo                                                    | | 1525          | 1525          |
| Jean Jonglet                                                                  | | 1518          | 1518          |
| Jean Jonglet                                                                  | | 1519          | 1519          |
| Jean Jonglet                                                                  | | 1526          | 1526          |
| Jean Jonglet                                                                  | | 1525          | 1526          |
| Íñigo López de Mendoza y Zúñiga                                               | | 1526          | 1529          |
| Diego Hurtado de Mendoza                                                      | | 1536          | 1538          |
| Eustace Chapuys                                                               | | 1529          | 1545          |
| Philippe Maioris                                                              | | 1539          | 1540          |
| Ferrante I. Gonzaga                                                           | | 1543          | 1543          |
| Beltrán II. de la Cueva y Toledo (1477–1560), Herzog von Alburquerque         | | 1544          | 1544          |
| Frans van der Dilft                                                           | | 1544          | 1550          |
| Thomas Perrenot de Granvelle                                                  | | 1543          | 1543          |
| Thomas Perrenot de Granvelle                                                  | | 1547          | 1547          |
| Diego Hurtado de Mendoza                                                      | Poet und Diplomat | 1549          | 1549          |
| Juan III. de Silva                                                            | | 1549          | 1549          |
| Jean Scheyfve                                                                 | | 1550          | 1553          |
| Simon Renard                                                                  | El Señor de Bermond | 1553          | 1555          |
| Lamoral von Egmond                                                            | | 1554          | 1554          |
| Charles II. de Lalaing                                                        | | 1553          | 1553          |
| Jehan de Montmorency                                                          | | 1553          | 1553          |
| Jehan de Montmorency                                                          | | 1554          | 1554          |
| Philippe Negri                                                                | | 1554          | 1554          |
| Pedro de Ávila y Zúñiga                                                       | | 1554          | 1554          |
| Gomes III Suárez de Figueroa y Córdoba                                        | El Duque de Feria | 1558          | 1559          |
| Julius von Pflug                                                              | | 1559          | 1559          |
| Juan de Ayala                                                                 | | 1559          | 1559          |
| Filips van Stavele                                                            | | 1560          | 1560          |
| Juan Pacheco de Toledo, 2. Marqués de Cerralbo                                | | 1560          | 1560          |
| Álvaro de la Quadra                                                           | | 1559          | 1563          |
| Diego de Silva y Guzmán                                                       | († 1578) | 1564          | November 1568 |
| Guerau de Spes                                                                | | November 1568 | Januar 1571   |
| Christophe d’Assonleville                                                     | | 1558          | 1558          |
| Christophe d’Assonleville                                                     | | 1559          | 1559          |
| Christophe d’Assonleville                                                     | | 1563          | 1563          |
| Christophe d’Assonleville                                                     | | 1569          | 1569          |
| El Marqués de Cetona, Marquis Vitelli Chiappino (II) 1519 – Juli 1575         | | 1569          | 1569          |
| Antonio Guarás                                                                | | 1572          | 1578          |
| Bernardino de Mendoza                                                         | | 1574          | 1574          |
| Bernardino de Mendoza                                                         | | 1578          | 1584          |
| keine diplomatischen Beziehungen                                              | Es wurden zwei Delegationen nach England gesandt, eine repräsentierte den König von Spanien, die andere den Erzherzog Albrecht VII. von Habsburg und die Infantin Isabella Clara Eugenia von Spanien als Regenten der Spanischen Niederlande, welche über den 1585 andauernden Teil des achtzigjährigen Krieges verhandelte und den Vertrag von London (1604) vorbereitete. Die Verhandlungen dauerten von Mai bis 28. August 1604. | 1584          | 1604          |
| Juan Fernández de Velasco                                                     | El Condestable de Castilla, war am Friedensvertrag vom 28. August 1604 beteiligt | 1604          | 1604          |
| Juan de Tassis                                                                | El Conde de Villamediana | 1604          | 1604          |
| Alessandro Robida                                                             | Senator von Mailand | 1604          | 1604          |
| Charles de Ligne                                                              | El Conde Príncipe de Arenberg | 1604          | 1604          |
| Jean Richardot                                                                | Präsident des Brüsseler Conseil privé | 1604          | 1604          |
| Louis Verreycken                                                              | Auditor de Brüsseler Consile privé | 1604          | 1604          |
| Pedro de Zúñiga y de la Cueva                                                 | 1. Marqués de Flores de Avila, 5. Herr von Flores Dávila | 1605          | 1609          |
| Alonso de Velasco y Salinas                                                   | 1618 1. Conde de la Revilla | 1609          | 1613          |
| Pedro de Zúñiga y de la Cueva                                                 | 2. Mal, 1612 1. Marqués de Flores de Avila | 1612          | 1612          |
| Diego Sarmiento de Acuña                                                      | | 1612          | 1618          |
| Diego Sarmiento de Acuña                                                      | | 1620          | 1622          |
| Diego Sarmiento de Acuña                                                      | | 1624          | 1624          |
| Juan de Mendoza y Velasco                                                     | | 1623          | 1624          |
| Diego Hurtado de Mendoza y Guevara                                            | | 1624          | 1624          |
| Carlos Coloma                                                                 | | 1622          | 1624          |
| Carlos Coloma                                                                 | seit 1627 Marqués de Espinar, führte Vorgespräche zum Frieden von Madrid (1630) | 1629          | 1631          |
| Peter Paul Rubens                                                             | nahm an den Vorgesprächen zum Frieden von Madrid teil | 1627          | 1630          |
| Íñigo Vélez de Guevara, Conde de Oñate                                        | | 1632          | 1636          |
| Alonso de Peralta Cárdenas                                                    | | 1638          | 1655          |
| El Marqués de Velada                                                          | | 1640          | 1641          |
| El Marqués Malvezzi                                                           | | 1640          | 1641          |
| Alonso Rancano                                                                | | 1660          | 1662          |
| Claude Lamoral, Prince of Ligne                                               | | 1660          | 1660          |
| Charles de Watteville                                                         | | 1660          | 1662          |
| Patricio Moledi                                                               | | 1663          | 1665          |
| El Conde de Molina                                                            | | 1665          | 1669          |
| El Conde de Molina                                                            | | 1670          | 1672          |
| Íñigo Melchor Fernández de Velasco                                            | | 1671          | 1674          |
| El Barón de Bergeick                                                          | Vertrag von Aachen (1668) | 1675          | 1675          |
| El Barón de Bergeick                                                          | Vertrag von Aachen (1668) | 1677          | 1677          |
| El Marqués de Borgomanero                                                     | | 1677          | 1680          |
| Lodewijk Filips (1630–1682)                                                   | siehe Liste der Grafen von Egmond | 1678          | 1679          |
| El Marqués de Valparaiso                                                      | | 1685          | 1685          |
| Pedro Ronquillo Briceño                                                       | | 1674          | 1676          |
| Pedro Ronquillo Briceño                                                       | | 1679          | 1691          |
| Francisco Antonio Navarro                                                     | | 1691          | 1691          |
| Bernardo Salinas                                                              | | 1671          | 1671          |
| Bernardo Salinas                                                              | | 1676          | 1677          |
| El Marqués de Canales                                                         | | 1690          | 1699          |

### Botschafter im Vereinigten Königreich

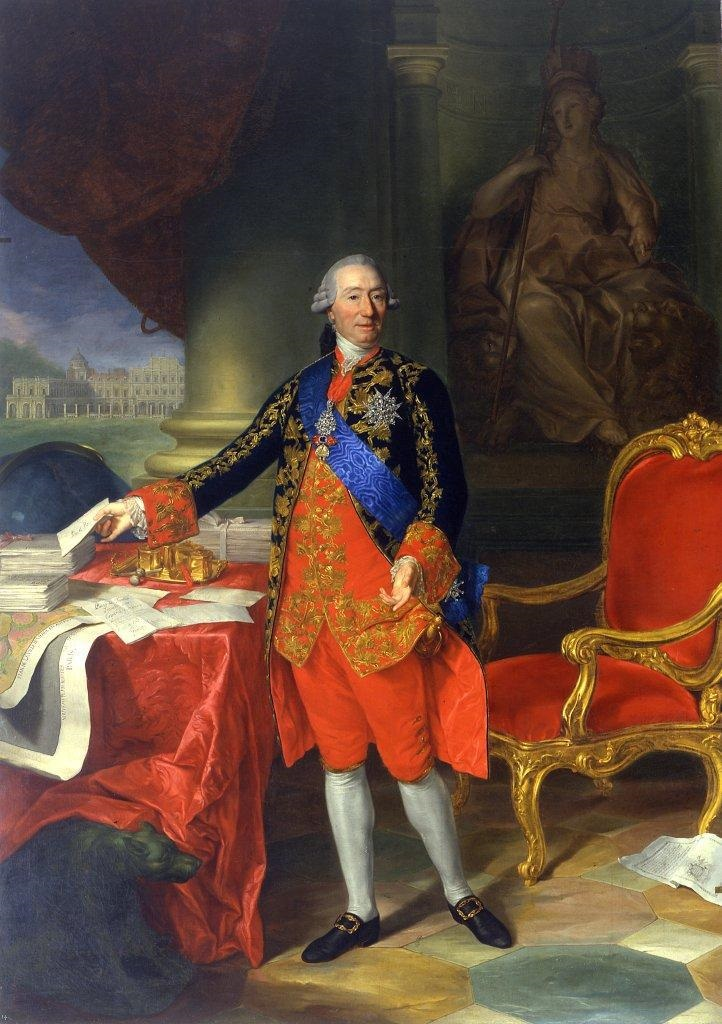
Jerónimo Grimaldi

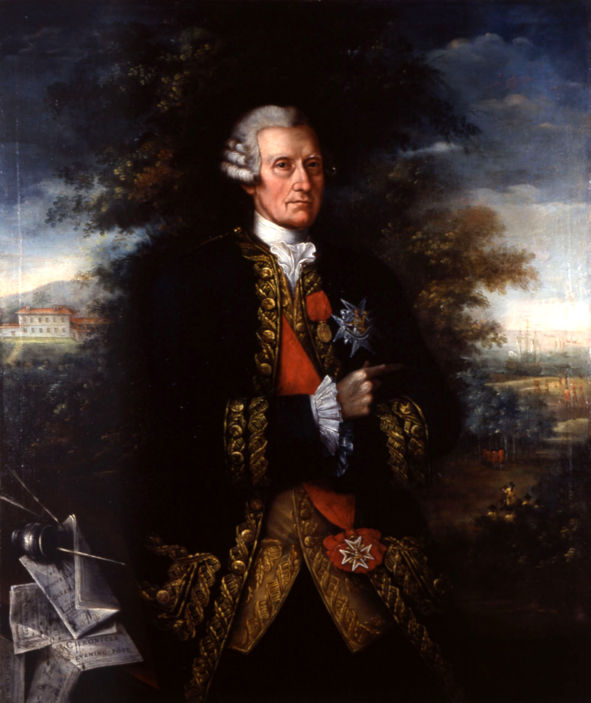
Ricardo Wall Devreux

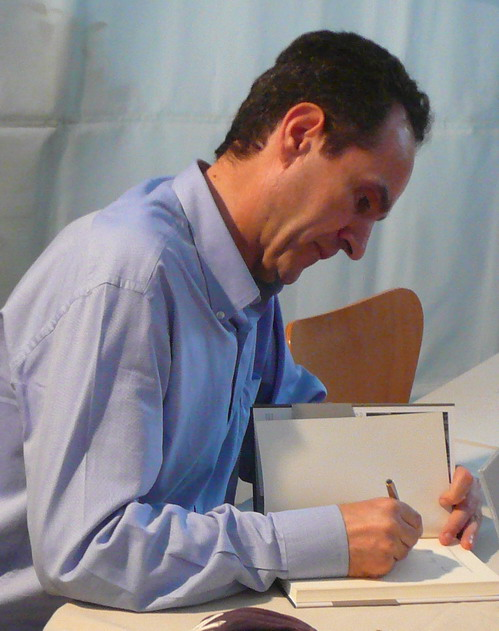
Carles Casajuana, spanischer Botschafter in London 2008

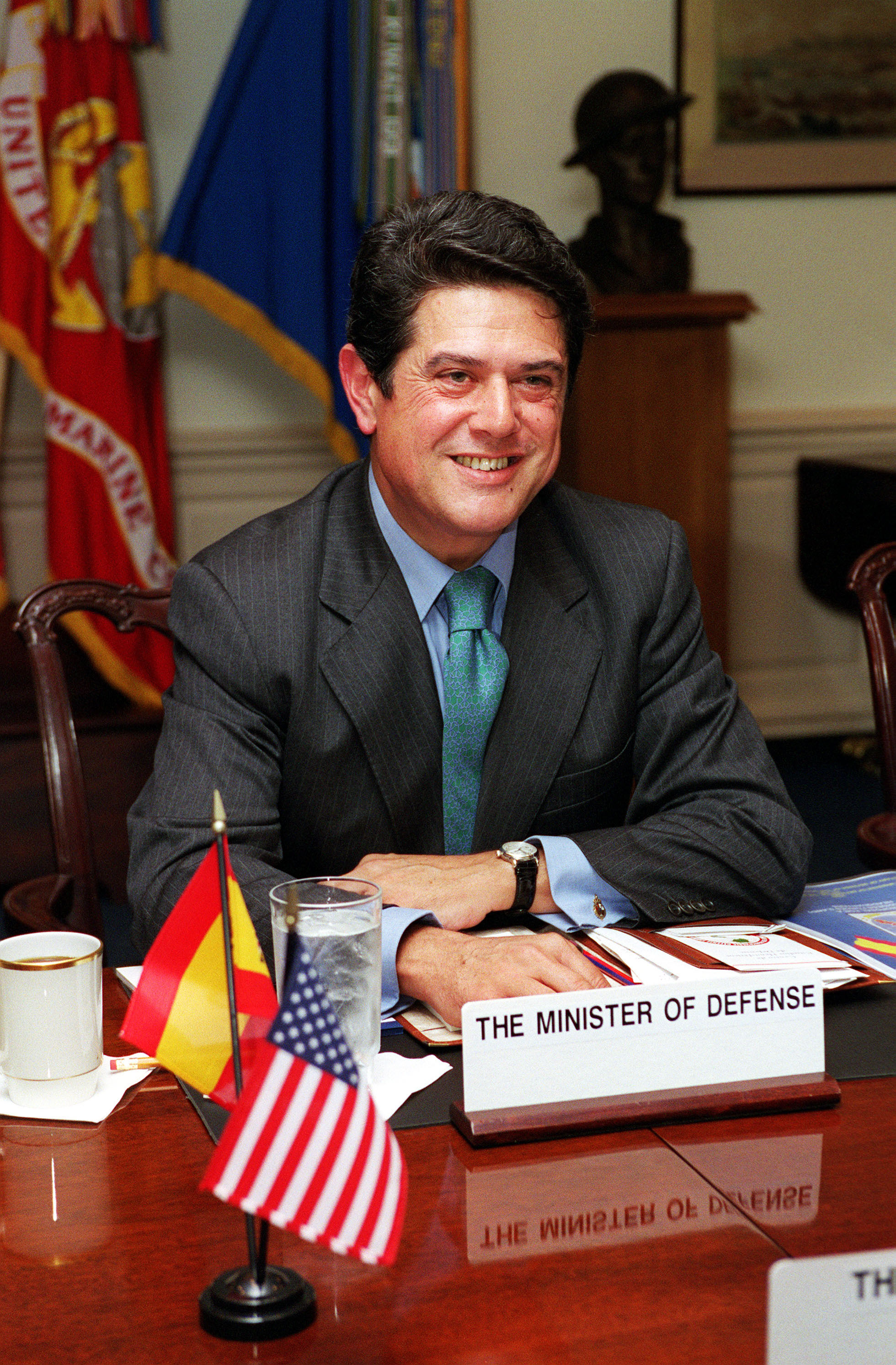
Federico Trillo, spanischer Botschafter in London 2012

| Name                                                            | Besonderheiten                                                            | Amtsantritt       | Amtsende        |
| --------------------------------------------------------------- | ------------------------------------------------------------------------- | ----------------- | --------------- |
| keine diplomatischen Beziehungen                                |                                                                           | 1700              | 1712            |
| Isidor de Monteleone                                            | (Ysidoro Casado de Acevedo y del Mazo 1. Marques de Monteleone 1667–1739) | 1712              | 1713            |
| Ysidoro Casado de Acevedo y del Mazo                            |                                                                           | 1714              | 1718            |
| Ysidoro Casado de Acevedo y del Mazo                            |                                                                           | 1724              | 1724            |
| Patrick Laules                                                  | chargé d’affaires                                                         | 1713              | 1714            |
| Jacinto de Pozobueno (Marqués de Pozobueno)                     |                                                                           | 1720              | 1727            |
| Cristóbal Gregorio VI. Portocarrero Osorio Villalpando y Guzmán |                                                                           | 1731              | 1736            |
| Thomas Geraldino                                                |                                                                           | 1736              | 1739            |
| keine diplomatischen Beziehungen                                |                                                                           | 1739              | 1747            |
| Jerónimo Grimaldi                                               |                                                                           | 1746              | 1746            |
| Jerónimo Grimaldi                                               |                                                                           | 1752              | 1752            |
| Jerónimo Grimaldi                                               |                                                                           | 1762              | 1763            |
| Ricardo Wall                                                    |                                                                           | 1747              | 1754            |
| Felix Joseph de Abreu y Bertodano                               |                                                                           | 1754              | 1760            |
| Juan Joaquín Atanasio Pignatelli y Fernández de Heredia         | El conde de Fuentes                                                       | 1760              | 1761            |
| Francisco Javier Carrión Ribas                                  |                                                                           | 1763              | 1763            |
| Vittorio Filippo Ferrero Fieschi                                | El príncipe de Masserano                                                  | 1763              | 1777            |
| Francisco Escarano Torres                                       |                                                                           | 1772              | 1775            |
| Francisco Escarano Torres                                       |                                                                           | 1777              | 1778            |
| Pedro Francisco de Luján y Góngora                              | Duque de Almodovar del Rio                                                | 1778              | 1779            |
| keine diplomatischen Beziehungen                                |                                                                           | 1779              | 1783            |
| Ignacio de Heredia Alemán                                       |                                                                           | 1782              | 1783            |
| Bernardo del Campo y Pérez de la Serna                          | El marqués del Campo                                                      | 1783              | 1795            |
| Simón de las Casas y Aragorri                                   |                                                                           | 1795              | 1796            |
| Miguel de Larrea                                                |                                                                           | 1802              | 1803            |
| José J. de Anduaga Garimberti                                   |                                                                           | 1802              | 1804            |
| José María Queipo de Llano Ruiz de Saravia                      | El conde de Toreno                                                        | 1808              | 1809            |
| Francisco Sangro                                                |                                                                           | 1808              | 1809            |
| Juan Ruiz de Apodaca                                            | El conde de Venadito                                                      | 1808              | 1811            |
| Francisco Martínez de la Rosa                                   |                                                                           | 1808              | 1808            |
| Francisco Serralde                                              |                                                                           | 1808              | 1808            |
| Adrián Jacome                                                   |                                                                           | 1809              | 1809            |
| Pedro Ceballos Guerra                                           | Vertreter des exilierten Ferdinand VII. in Opposition zu Joseph Bonaparte | 1809              | 1810            |
| José Miguel de la Cueva                                         | XIV duque de Alburquerque                                                 | 1810              | 1810            |
| Pedro de Alcántara Álvarez de Toledo                            | XIII duque del Infantado                                                  | 1811              | 1812            |
| Carlos Gutiérrez de los Ríos                                    | I duque de Fernán Nuñez                                                   | 1812              | 1817            |
| Joaquín F. Campuzano Morentes                                   |                                                                           | 1817              | 1817            |
| José Miguel de Carvajal y Manrique                              | II duque de San Carlos                                                    | 1817              | 1820            |
| Santiago de Usoz Mozzi                                          |                                                                           | 1820              | 1820            |
| Bernardino Fernández de Velasco                                 | duque de Frías                                                            | 1820              | 1821            |
| Luis de Onís González                                           |                                                                           | 1821              | 1822            |
| Juan Gabriel de Jabat                                           |                                                                           | 1822              | 1824            |
| Camilo Gutiérrez de los Ríos                                    |                                                                           | 1824              | 1825            |
| Mateo de la Serna Santander                                     |                                                                           | 1825              | 1826            |
| Fernando de Aguilera y Contreras                                | El conde de la Alcudia                                                    | 1826              | 1828            |
| Narciso Heredia Begines                                         | El conde de Ofalia                                                        | 1826              | 1828            |
| Carlos Cruzmayor                                                |                                                                           | 1828              | 1828            |
| Francisco de Zea Bermúdez Buzo                                  |                                                                           | 1824              | 1824            |
| Francisco de Zea Bermúdez Buzo                                  |                                                                           | 1828              | 1832            |
| Antonio López de Córdoba                                        |                                                                           | 1832              | 1833            |
| Juan N. de Vial Eydeli                                          |                                                                           | 1833              | 1834            |
| Manuel Pando Fernández de Pinedo                                | El marqués de Miraflores                                                  | 1834              | 1838            |
| Ignacio de Jabat                                                |                                                                           | 1834              | 1835            |
| Ignacio de Jabat                                                |                                                                           | 1835              | 1836            |
| Miguel de Álava                                                 |                                                                           | 1834              | 1835            |
| Miguel de Álava                                                 | Miguel R. de Alava Esquivel                                               | 1838              | 1841            |
| Mariano Téllez-Girón y Beaufort-Spontin                         | XII duque de Osuna                                                        | 1837              | 1837            |
| Manuel María de Aguilar                                         |                                                                           | 1836              | 1838            |
| Luis de Flores                                                  |                                                                           | 1841              | 1841            |
| Vicente Sancho del Castillo                                     |                                                                           | 1841              | 1844            |
| Fernando Rodríguez Ribas                                        |                                                                           | 1844              | 1844            |
| Miguel Tacón y Rosique                                          | El duque de la Unión de Cuba                                              | 1844              | 1844            |
| Miguel Tacón y Rosique                                          |                                                                           | 1847              | 1848            |
| Juan González de la Pezuela y Ceballos                          |                                                                           | 1844              | 1844            |
| Ignacio Jaime de Sotomayor y Zatrillas                          | El duque de Sotomayor                                                     | 1844              | 1847            |
| Luis González Bravo                                             |                                                                           | 1856              | 1858            |
| Francisco Javier de Istúriz                                     |                                                                           | 1847              | 1848            |
| Francisco Javier de Istúriz                                     |                                                                           | 1850              | 1854            |
| Francisco Javier de Istúriz                                     |                                                                           | 1858              | 1862            |
| Augusto Conte Lerdo de Tejada                                   |                                                                           | 1862              | 1863            |
| Antonio González González                                       |                                                                           | 1841              | 1841            |
| Antonio González González                                       |                                                                           | 1854              | 1856            |
| Antonio González González                                       |                                                                           | 1862              | 1863            |
| Juan Tomás Comyn                                                |                                                                           | 1854              | 1854            |
| Juan Tomás Comyn                                                |                                                                           | 1856              | 1857            |
| Juan Tomás Comyn                                                |                                                                           | 1863              | 1865            |
| Juan Tomás Comyn                                                |                                                                           | 1873              | 1875            |
| José Gómez-Acebo y de la Torre                                  | El marqués de Cortina                                                     | 1865              | 1866            |
| Mariano Roca de Togores                                         | El marqués de Molins                                                      | 1865              | 1866            |
| Ángel García-Loygorri y García de Tejada                        | El duque de Vistahermosa                                                  | 1866              | 1868            |
| Gorgonio Petano Mazariegos                                      |                                                                           | 1868              | 1869            |
| Gabriel García de Tassara                                       |                                                                           | 1869              | 1869            |
| Miguel Bertodano y Pattisson                                    | El marqués del Moral                                                      | 1869              | 1869            |
| Manuel Rancés y Villanueva                                      |                                                                           | 1869              | 1872            |
| Manuel Rancés y Villanueva                                      |                                                                           | 1875              | 1886            |
| Manuel Rancés y Villanueva                                      |                                                                           | 1890              | 1893            |
| Segismundo Moret Prendergast                                    |                                                                           | 1872              | 1873            |
| José Argaiz Vildósola                                           |                                                                           | 1873              | 1873            |
| Federico Rubio Gali                                             |                                                                           | 1873              | 1873            |
| Buenaventura Abarzuza Ferrer                                    |                                                                           | 1873              | 1873            |
| Enrique Valles y Soler de Aragón                                |                                                                           | 1875              | 1875            |
| Marquis Rafael Merry del Val                                    | Botschaftssekretär                                                        | 1875              | 1897            |
| José Luis Albareda                                              |                                                                           | 1888              | 1890            |
| Cipriano del Mazo Gherardi                                      |                                                                           | 1886              | 1888            |
| Cipriano del Mazo Gherardi                                      |                                                                           | 1892              | 1895            |
| Juan Antonio Rascón Navarro                                     | El Conde de Rascón                                                        | 1897              | 1900            |
| Fermín Lasala y Collado                                         |                                                                           | 1900              | 1905            |
| Luis Polo de Bernabé Pilón                                      |                                                                           | 1905              | 1906            |
| Wenceslao Ramírez de Villaurrutia                               |                                                                           | 1905              | 1913            |
| Alfonso Merry del Val y Zulueta                                 |                                                                           | 1913              | 1931            |
| Ramón Pérez de Ayala                                            |                                                                           | 1932              | 1936            |
| Julio López Oliván                                              |                                                                           | 1936              | Dezember 1941   |
| Pablo de Azcárate y Flórez                                      |                                                                           | September 1936    | Dezember 1941   |
| Jacobo Fitz-James Stuart y Falcó                                |                                                                           | 21. November 1937 | 19. März 1945   |
| José Ruiz de Arana y Bauer                                      |                                                                           | 1942              | 1944            |
| Domingo de las Bárcenas y Lopez-Mollinedo Mercado               |                                                                           | 1945              | 1948            |
| José Ruiz de Arana y Bauer                                      |                                                                           | 1948              | 1951            |
| Miguel Primo de Rivera y Sáenz de Heredia                       |                                                                           | 26. März 1951     | 6. Februar 1958 |
| José Fernández-Villaverde                                       |                                                                           | 1958              | 1972            |
| Jaime de Piniés                                                 |                                                                           | 1972              | 1973            |
| Manuel Fraga Iribarne                                           |                                                                           | 1973              | 1975            |
| Manuel Gómez Acebo y de Igartua                                 |                                                                           | 1975              | 1976            |
| Luis Guillermo de Perinat y Elío                                |                                                                           | 1976              | 1981            |
| Fernando Arias-Salgado                                          |                                                                           | 1981              | 1983            |
| José Joaquín Puig de la Bellacasa                               |                                                                           | 1983              | 1990            |
| Felipe de la Morena y Calvet                                    |                                                                           | 1990              | 1992            |
| Alberto Aza Arias                                               |                                                                           | 18. Dezember 1992 | 1999            |
| Santiago de Mora-Figueroa y Williams                            |                                                                           | 1999              | März 2004       |
| Carlos Miranda y Elío                                           |                                                                           | 2004              | August 2008     |
| Carles Casajuana i Palet                                        |                                                                           | August 2008       | September 2009  |
| José Ignacio Carbajal Gárate                                    |                                                                           | September 2009    | 2012            |
| Federico Trillo                                                 |                                                                           | 2012              | 2017            |
| Carlos Bastarreche y Sagües                                     |                                                                           | 2017              | 2021            |
| José Pascual Marco Martínez                                     |                                                                           | 2021              |                 |